# Christoph Noetzel

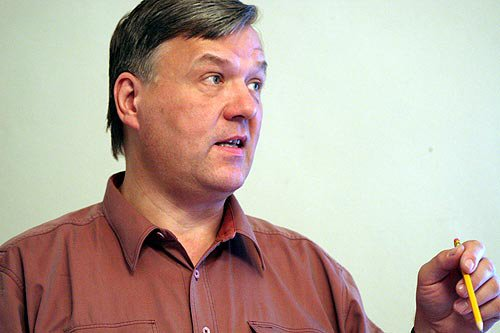
Christoph Noetzel (2008)

Christoph Noetzel (* 1950 in Salzwedel) ist ein deutscher Kirchenmusiker und Komponist.

## Leben und Werk
Christoph Noetzel machte zunächst eine Lehre als Tischler und dann von 1968 bis 1971 zum Orgelbauer bei der Orgelwerkstatt Schuke in Potsdam. Es folgte von 1971 bis 1975 ein Kirchenmusikstudium in Halle. Von 1975 bis 1992 arbeitete Noetzel als Kirchenmusiker und Orgelpfleger in Arendsee (Altmark). Von 1992 bis 2002 war er Referent für Kinder- und Jugendmusik beim Amt für Kinder- und Jugendarbeit der Kirchenprovinz Sachsen. Seit 2002 ist er Kreiskantor im Kirchenkreis Merseburg und wohnt in Bad Dürrenberg. 2000 berief ihn die Kirchenprovinz Sachsen zum Vorsitzenden des landeskirchlichen Orgelbeirates. Seit 1993 hat er an der Evangelischen Hochschule für Kirchenmusik Halle/Saale einen Lehrauftrag für Orgelkunde.
Noetzel ist Komponist vieler Neuer geistlicher Lieder. Er ist Mitglied der Textautoren- und Komponistengruppe TAKT.

## Werke (Auswahl)
- Gott, lass uns deinem Segen leben (1977; Text: Ute Passarge) Gerth Medien Musikverlag, Asslar
- Im Fluss (Kanon) (1999; Text: Katharina Coblenz-Arfken) Strube-Verlag, München
- Offene Fragen (2004; Text: Klaus-Uwe Nommensen) Strube-Verlag, München
- Schon an meinem ersten Tag (2005; Text: Ute Passarge)

## Publikationen (Auswahl)
- Sternengesang Chorpartitur Strube-Verlag, München 1997
- Die Arche-unser Haus! Der Erdball-unsre Arche! Chorpartitur Strube-Verlag, München 1998